# Студёный (Красноярский край)
Студеный — поселок в Курагинском районе Красноярского края. Входит в состав городского поселения Курагино.

## История
В 1976 г. Указом Президиума ВС РСФСР поселок МТФ № 8 Курагинского молсовхоза переименован в Студеный.

## Население
| 2010 |
| ---- |
| 0    |